# Windisch Péter
Windisch  Péter (Budapest, 1964. augusztus 3. –) Batthyány-Strattmann László díjas fogorvos, fogszakorvos, egyetemi tanár, a Semmelweis Egyetem Parodontológiai Klinikájának igazgatója, nemzetközileg elismert sikeres oktató és kutató a klinikai orvostudományok területén (parodontológia és implantológia). 1990 óta aktív magánrendelői tevékenységet folytat orvosként és szakmai vezetőként.

## Kezdetek
A Veres Pálné Gimnáziumban érettségizett Budapesten, 1982-ben. Érettségi után a Semmelweis Egyetem Fogorvostudományi Karán folytatott tanulmányokat, ahol 1987-ben fogorvosi diplomát szerzett (Summa cum Laude minősítéssel). Fiatal korában versenyszerűen sportolt a BVSC vívó szakosztályában, ahol ifjúsági válogatottságig jutott. 18 évesen korosztályában országos egyéni bajnokságot nyert tőrvívásban. Ma is szívesen emlékszik vissza a sport jellemformáló erejére és a sportolással eltöltött időre, ottani edzőire.

## Egyetemi pályafutás
Friss diplomásként, rövid vidéki fogorvosi gyakorlat után az egyetem Szájsebészeti és Fogászati Klinikája Szájbeteg Osztályán kezdett el dolgozni 1988-ban, klinikai orvosként. 1991-ben  tanársegédi, 2004-ben egyetemi docensi kinevezést kapott az akkor már Parodontológiai Klinikán. 2012-től ugyanott egyetemi tanár, majd 2014-től átvette az klinika vezetését is. Szakvizsgái: Fog- és szájbetegségek (1989), Parodontológia (2001), Konzerváló fogászat és fogpótlástan (2004) és Implantológia (2019). 2003-ban megszerezte a PhD fokozatot és 2011-ben habilitált.

## Hazai oktatási tevékenység
Előadó és gyakorlatvezető a graduális képzésben. Az eddigi évek során 21 tudományos diákköri hallgató témavezetője volt, akik közül kilencen nyertek konferenciákon díjakat. 24 hallgató szakdolgozatának volt témavezetője, angol és német nyelven is.
A posztgraduális képzésben vezetésével 35 fogorvos szerzett szakképesítést. A Magyar Parodontológiai Társaság által szervezett képzésekben a Semmelweis Egyetem Oktatási Centrumában rekonstrukciós sebészeti gyakorlati kurzusokat valamint az ICX Akadémián rendszeresen előadásokat tart.

## Nemzetközi oktatási tevékenység
Mesterképzéseket szervez és részt vesz az oktatásban a Münsteri Egyetemen a  MIB GmbH Medizin-Information & Beratung Archiválva 2021. január 24-i dátummal a Wayback Machine-ben partnerrel közösen, valamint a  Steinbeis-Hochschule, Berlin és a ludwigshafeni Steinbeis-Transfer Insitut of Dental and Oral Medicine egyetemeken. Az Oral and Maxillofacial Surgery téma oktatója a  Charité University-n Berlinben. Online távoktatásban vesz részt a  Dental Tribune Study Clubbal együttműködve. Részt vesz a nemzetközi implantológiai szervezet (International Team for Implantology) szakmai irányelveket kidolgozó munkájában.

## Tudományos közéleti tevékenység
- Magyar Parodontológiai Társaság elnöke
- Magyar Implantológiai Társaság vezetőségi tagja
- Magyar Arc-és Állcsontsebészeti Társaság tagja
- European Federation of Periodontology delegált tagja
- International Team for Implantology fellow
- European Center for Dental Implantology egyetlen magyarországi tagja
- Quintessence International felkért bírálóbizottsági tagja (2011-)
- British Medical Journal – Oral Health szerkesztőbizottsági tagja (2012-)
- Clinical Oral Investigations bíráló (2015-)
- Interventional Medicine & Applied Science bíráló (web) (2015-)
- Fogorvosi Szemle szerkesztőbizottsági tagja
- Orvosképzés folyóirat szerkesztőségi tag

Több nemzetközi konferencia szervezője és felkért előadója: 
- Német-Magyar Parodontológiai Társaságok közös szimpóziuma (2006)
- Közép Európai Radiológiai Konferencia (2008)
- Botiss Tissue Days nemzetközi szimpózium (2013)
- ITI (International Team for Implantology) szimpóziumok (2011-töl folyamatosan)
- Magyar Parodontológiai Társaság éves kongresszusai (2009-töl folyamatosan)
- 45th Meeting of the Continental European Division (CED) of International Association for Dental Research, IADR (2011)
- Botiss Bone&Tissue Days World Kongress, Berlin (2018)

## Tudományos kutatás és nemzetközi együttmüködés
A Botiss cég felkérésére a permamem új, nem felszívódó membrán klinikai indikációs körének kidolgozása (Molnár Bálinttal közösen). 

Egy speciális, új regeneratív anyag alapkutatástól állatkísérletekig történő fejlesztése, majd első humán vizsgálatainak elvégzése. Humán alkalmazás indikációs körének kidolgozása külföldi partnerekkel együttműködve, rendszeres nemzetközi szakmai megbeszélésekkel. 

A svájci Deppeler cég Windisch Péter professzor iránymutatása alapján kifejlesztett mikrosebészeti tunnel-készlete ideálisan alkalmazható minimálinvazív, alagúttechnikával végzett parodontológiai-szájsebészeti beavatkozások során.
Nemzetközi kutatási kapcsolatok
- Prof. Dr. Anton  Sculean (Zahnmedizinische Kliniken der Universität Bern)
- Prof. Dr. Nikolaus Donos (Queen Mary University of London)
- Prof. Dr. Ulf Wikesjö, (Augusta University, USA és Lund University, Svédország)
- Prof. Dr. Peter Eickholz és Prof. Dr. Frank Schwarz (Goethe-Universität, Frankfurt)
- Prof. Dr. Michel Brecx (Catholic University of Louvain/ Louvain en Woluwe, Brussels)
- Prof. Dr. Andreas Stavropoulos  (Malmö Universitet, Svédország)
- Prof. Dr. George Matsopoulos (National Technical University of Athens)
- Dr. Sofia Aroca Archiválva 2021. január 15-i dátummal a Wayback Machine-ben (jelenleg privát osteológus, előzőleg a párizsi egyetemen)
- Dr. Michael Hotze  (orvosigazgató, Incyte)

Kutatásához eddig kilenc pályázati támogatást nyert (OTKA, Strautmann, Geistlich Archiválva 2020. december 18-i dátummal a Wayback Machine-ben, BonMaker Archiválva 2021. november 28-i dátummal a Wayback Machine-ben, STIA Semmelweis Tudományos és Innovációs alap, FSA Felsőoktatási Struktúraátalakítási alap). Ezek közül ötnek ő volt a vizsgálatvezetője is.

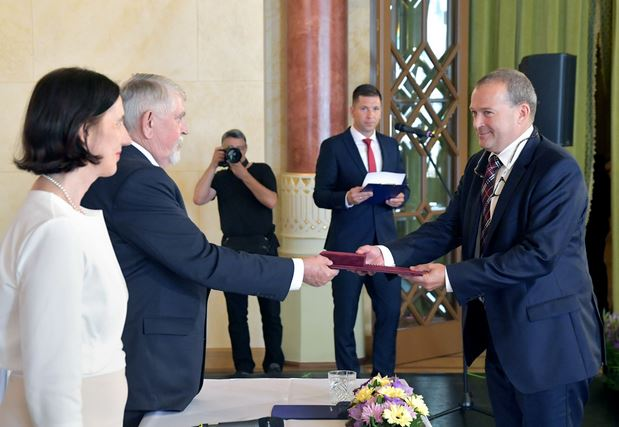
Windisch Péter átveszi a Batthyány-Strattmann díjat Kásler Miklós miniszter úrtól

## Publikációs aktivitás
Saját és társszerzőkkel több, mint 120 közleménye található a MTMT tudományos közlemények listájában. Írt 13 tankönyvfejezetet és 3 szakkönyvfejezetet is. Publikációs listája megtalálható a PubMed-en is.

## Díjak, kitüntetések
- Körmöczi pályadíj első fokozata (1999)
- Kiváló TDK-nevelő (2013)
- Batthyány-Strattmann László-díj (2020).

## Családi háttér
Édesapja, Windisch Aladár híradástechnikai mérnök volt, a Magyar Szabványügyi Hivatal főelőadójaként ment nyugdíjba. Édesanyja görög-latin szakos tanárként egész életében a budapesti Hadtörténeti Intézet és Múzeum könyvtárában dolgozott, aminek vezetőjeként nyugdíjazták. 11 évvel idősebb nővére, Nóra okl.villamosmérnök, mérnök-tanár, egyetemi oktató volt az Uppsalai Egyetemen (már nyugdíjas), sok éve Svédországban él. Felesége dr. Barna Magdolna ügyvéd. Öt gyermekük van: Kristóf (1996) BSc, Kinga (1997) hivatásos sportoló (röplabda), BSc, Dóra (1999) fogorvostanhallgató, Klára (2000) joghallgató és Kornél (2007).